# Ernst Schmidheiny (Industrieller, 1871)

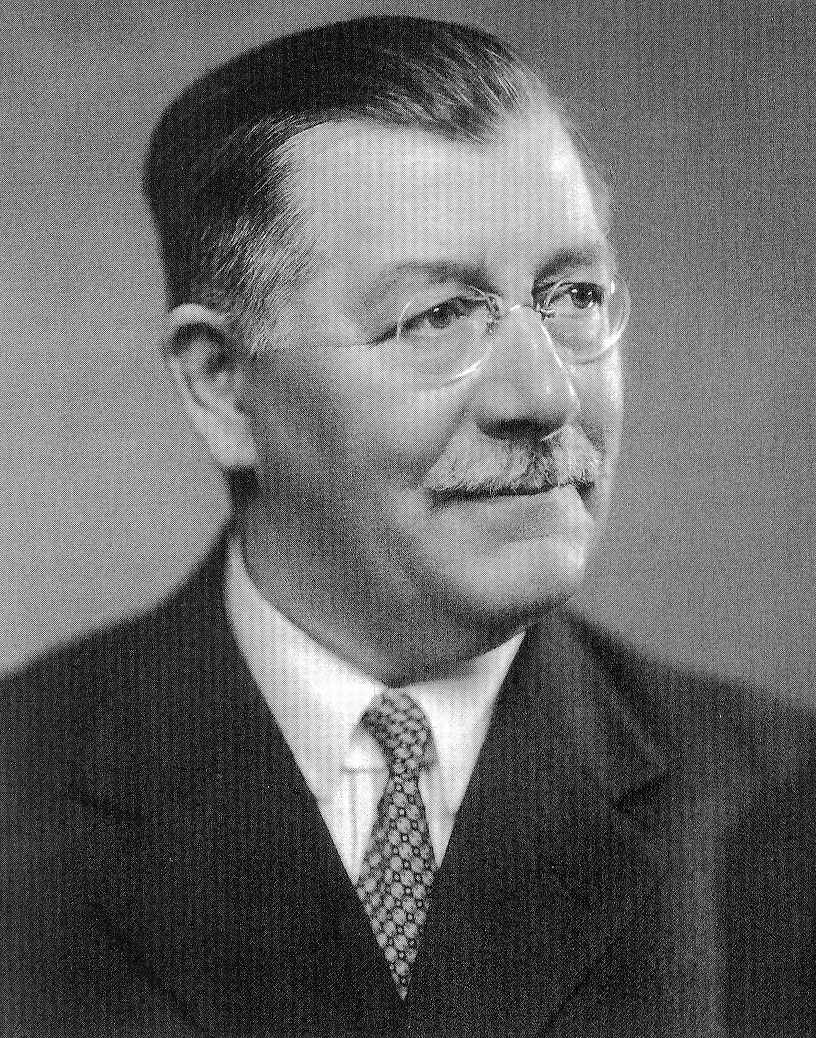
Ernst Schmidheiny I, 1871–1935

Ernst Schmidheiny, auch Ernst I. (* 1. April 1871 in Heerbrugg (Gemeinde Balgach), heimatberechtigt ebenda; † 15. März 1935 auf der Sinai-Halbinsel) war ein Schweizer Industrieller und Politiker, der zur Familiendynastie Schmidheiny gehört.

## Leben
Ernst Schmidheiny wurde im Schloss Heerbrugg als Sohn von Jacob Schmidheiny und der Elise Schmidheiny, geb. Kaufmann aus dem Toggenburg, geboren. Er kam 1935 bei einem Flugzeugabsturz in der Wüste Sinai ums Leben. Zuerst besuchte er die Kantonsschule St. Gallen, im Anschluss die Handelsschule Neuenburg. Er hatte Sprachaufenthalte in Italien und England. Schmidheiny heiratete 1896 Vera Kluster, die Tochter eines Bankier. Mit ihr hatte er zwei Töchter, Vera-Lydia und Marie-Luis, sowie zwei Söhne Ernst Schmidheiny und Max Schmidheiny.
Für Ernst Schmidheiny stand zu Beginn seiner Tätigkeit die Aufgabe der Preisregulierung im Vordergrund. Mithilfe von Kartellierungen der von Schmidheiny geführten Ostschweizer Ziegeleien mit den 1912 zusammengeschlossenen fünf Zürcher Ziegeleien und der Festigung der Berufsorganisation:38 gelang es unter Einfluss des Ersten Weltkriegs ab Mitte der 1910er Jahre, eine Verständigung zu erzielen, die „zwischen den ostschweizerischen und zürcherischen Ziegeleien“:38, so der Wortlaut eines Protokolls der Generalversammlung von 1915, „seit Jahren unter der Leitung weitsichtiger Männer organisiert“ sei. Seit 2012, zum 100-jährigen Firmenjubiläum, heisst die Firma Zürcher Ziegeleien aufgrund ihrer vielfältigen, diversifizierten Beschäftigungsfelder Conzzeta. 1916 trat Ernst Schmidheiny als Delegierter der Zürcher Ziegeleien zurück, da ihn seine Unterhändlertätigkeit mit Handelsverträgen während des Ersten Weltkrieges zu sehr beanspruchte.

### Wirtschaft

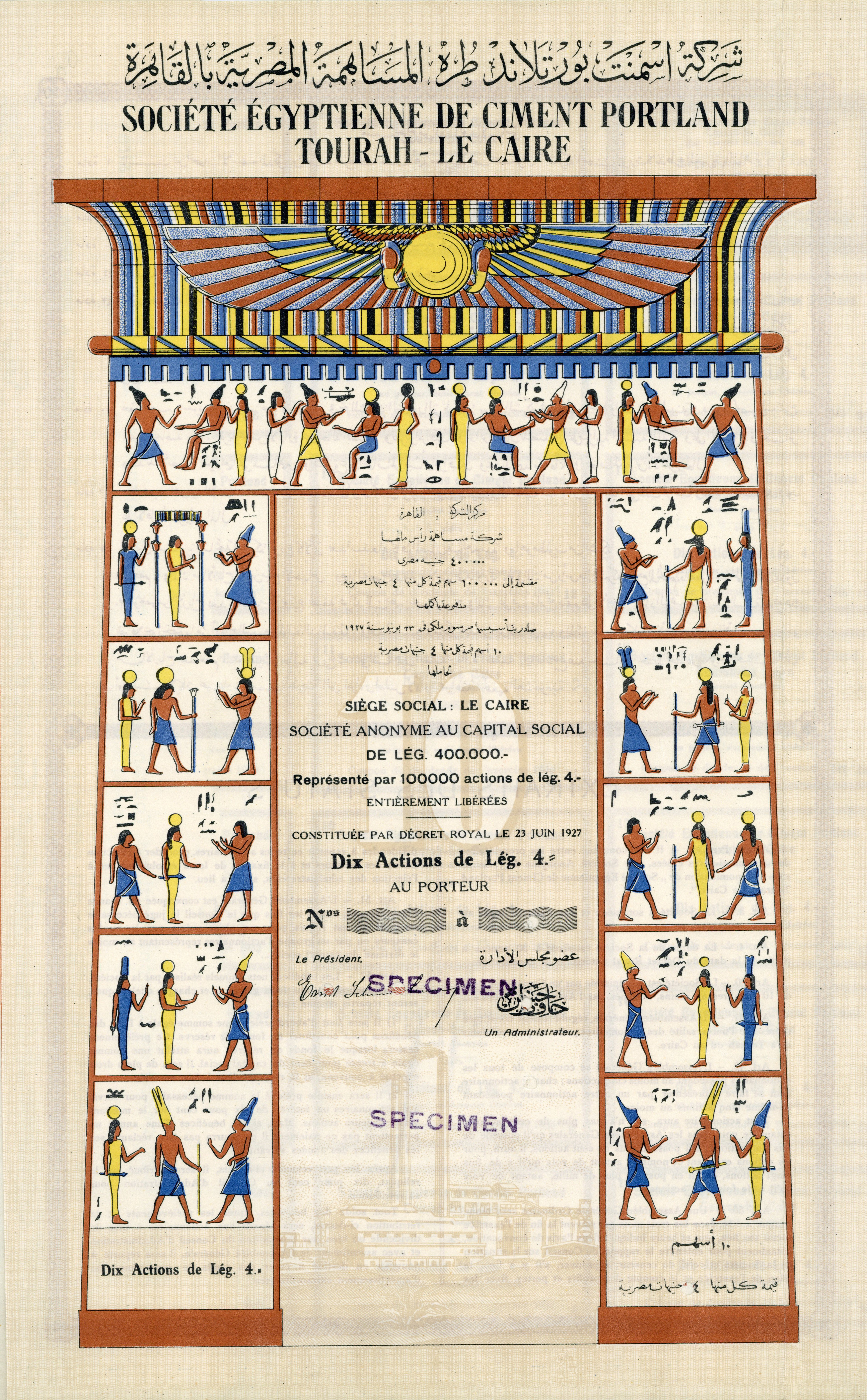
Aktienmuster der Société Egyptienne Ciment Portland Tourah-Le Caire aus dem Jahr 1927 mit Unterschrift von Ernst Schmidheiny als Präsident. Das von ihm gegründete Zementwerk wurde zum Vorzeigeunternehmen Ägyptens.

Schmidheiny trat in die väterliche Ziegelei ein, ab 1902 war er Teilhaber. Zusammen mit seinem Bruder Jacob leitete er die Ziegelei seines Vaters. Ernst gründete 1904 die Weinbaugenossenschaft Balgach und begründet damit das Interesse am Weinbau, das bis heute in der Familie angehalten hat. Zusammen mit seinem Bruder gründete er 1906 die Schulgemeinde Heerbrugg. Er gründete die rheintalische Zementfabrik Rüthi AG. 1910 war er Mitbegründer des Zementkartell Eingetragene Genossenschaft Portland. Von 1912 bis 1925 war er Vizepräsident des Verwaltungsrats Zürcher Ziegeleien. Präsident der Finanzgesellschaft Holderbank Financière Glarus AG war er 1930.

### Politik
Im St. Galler Kantonsrat saß er von 1905 bis 1918 für die Freisinnig-Demokratische Partei. Im Nationalrat war er von 1911 bis 1919. Leiter des schweizerischen Büros für Kompensation war er von 1914 bis 1917.

### Auszeichnungen und Titel
- Oberstleutnant in der Schweizer Armee